# Puente Viejo (Chile)
El Puente Biobío (coloquialmente conocido como Puente Viejo) fue un puente del Gran Concepción, Chile, de 1419 m de longitud (el puente carretero más largo de Chile al momento de su construcción), que resultó severamente dañado por el terremoto de la madrugada del 27 de febrero de 2010 tras lo cual fue demolido y reemplazado por el Puente Chacabuco. Unía las comunas de Concepción y San Pedro de la Paz. Fue el segundo puente en cruzar el Río Biobío en ese sector, solo precedido por su puente contiguo, el Puente Ferroviario Biobío en Concepción, y el primero para tránsito de vehículos motorizados.

## Historia

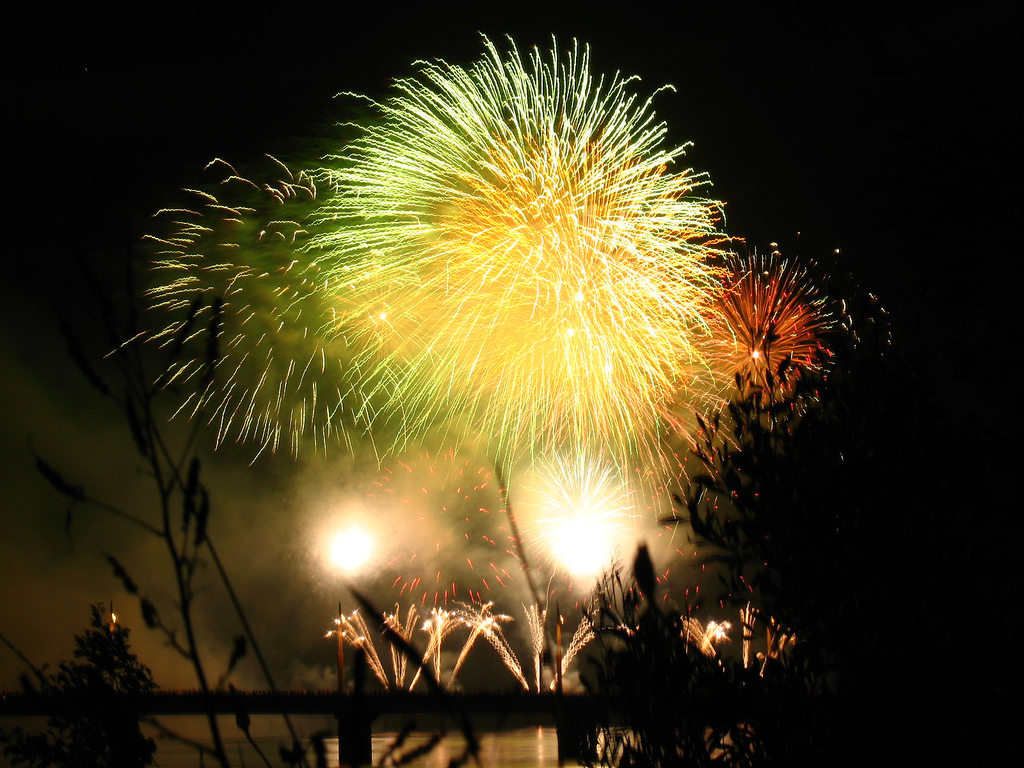
Evento pirotécnico en el Puente Viejo, en el Año Nuevo para la llegada del año 2007, fecha en que el puente estaba cerrado pero todavía operativo.

A pesar de la experiencia de ingeniería civil con el antecedente del fortísimo terremoto de Talca de 1928 de 1 de diciembre de 1928 (96 años), el Puente Viejo fue construido durante la década de 1930 sin incursionar en la compleja tecnología antisísmica, siendo inaugurado el 15 de mayo de 1943.
A consecuencia del terremoto de 1960 sufrió severos daños en su estructura, pero pudo ser reconstruido.
Finalmente fue cerrado el 11 de mayo de 2002, por problemas estructurales. Se discutió la posibilidad de conservarlo, y el ingeniero Elías Arce, quien había estado a cargo de la reparación tras el desastre de 1960, sostuvo que el puente podría reutilizarse si se revisaban las vigas de acero que sostenían su plataforma de hormigón armado, así como los apoyos de las cepas.
El 3 de octubre de 2003 fueron demolidos 220 metros del puente, ubicados en la ribera norte, para la construcción de la Avenida Costanera.
Durante tres décadas, el Puente Bío-Bío fue el único en la zona para vehículos motorizados. En las tres décadas siguientes, convivió junto con el Puente Juan Pablo II, conocido en la época como el Puente Nuevo, mientras que el Bío-Bío pasó a ser denominado Puente Viejo. 
Para el tránsito vehicular, comenzó a quedar en desuso gradualmente a partir del año 2000, con la inauguración de un tercer puente, el Llacolén, mucho más moderno y expedito que los otros dos. 
Las sucesivas transformaciones y remodelaciones menores permitieron prolongar la vida útil del puente hasta 2006, año en el que se restringió definitivamente la circulación vehicular, quedando para uso exclusivamente peatonal, a la espera de que se llevaran a cabo arreglos y reparaciones de mayor envergadura, las que jamás llegaron a realizarse por su colapso definitivo en el terremoto de 2010.
Hasta antes del terremoto, el puente fue utilizado algunas noches de Año Nuevo como plataforma de lanzamiento de fuegos artificiales.

### Terremoto de 2010

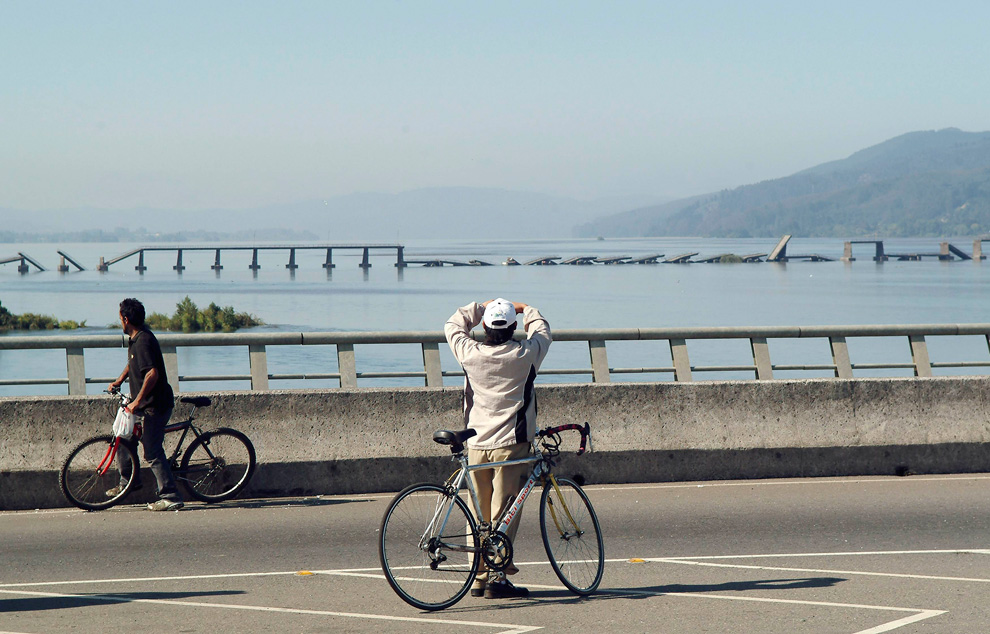
Puente Viejo visto desde el Puente Llacolén, el 2 de marzo de 2010, a días de ocurrido el terremoto.

En la madrugada del 27 de febrero de 2010, a las 3.34 de la madrugada, el Puente Viejo, que se encontraba en condiciones precarias, fue destrozado por un intenso terremoto de magnitud 8.8 Mw. La estructura del puente colapsó y su losa cayó al lecho del río Bío Bío.
En marzo de 2010 se estableció que el puente sería definitivamente demolido, y en su lugar se construiría el Puente Chacabuco, utilizando las mismas vías de acceso. El derrumbe se efectuó durante el mes de junio del mismo año, en manos de una empresa privada que ganó un proceso competitivo de licitación.

## Arquitectura
El puente constaba de una vía por cada lado, consistente en una plataforma de 7 m, con estrechas veredas para peatones, siendo en su tiempo construido para soportar todo tipo de vehículos, salvo grandes camiones, aunque actualmente colapsó debido al terremoto que se produjo el pasado 27 de febrero de 2010. Sin embargo, anteriormente se encontraba muy deteriorado, y se habían discutido varias veces su remodelación, para que pudiera seguir siendo accesible por vehículos livianos.